# Tiemen Groen

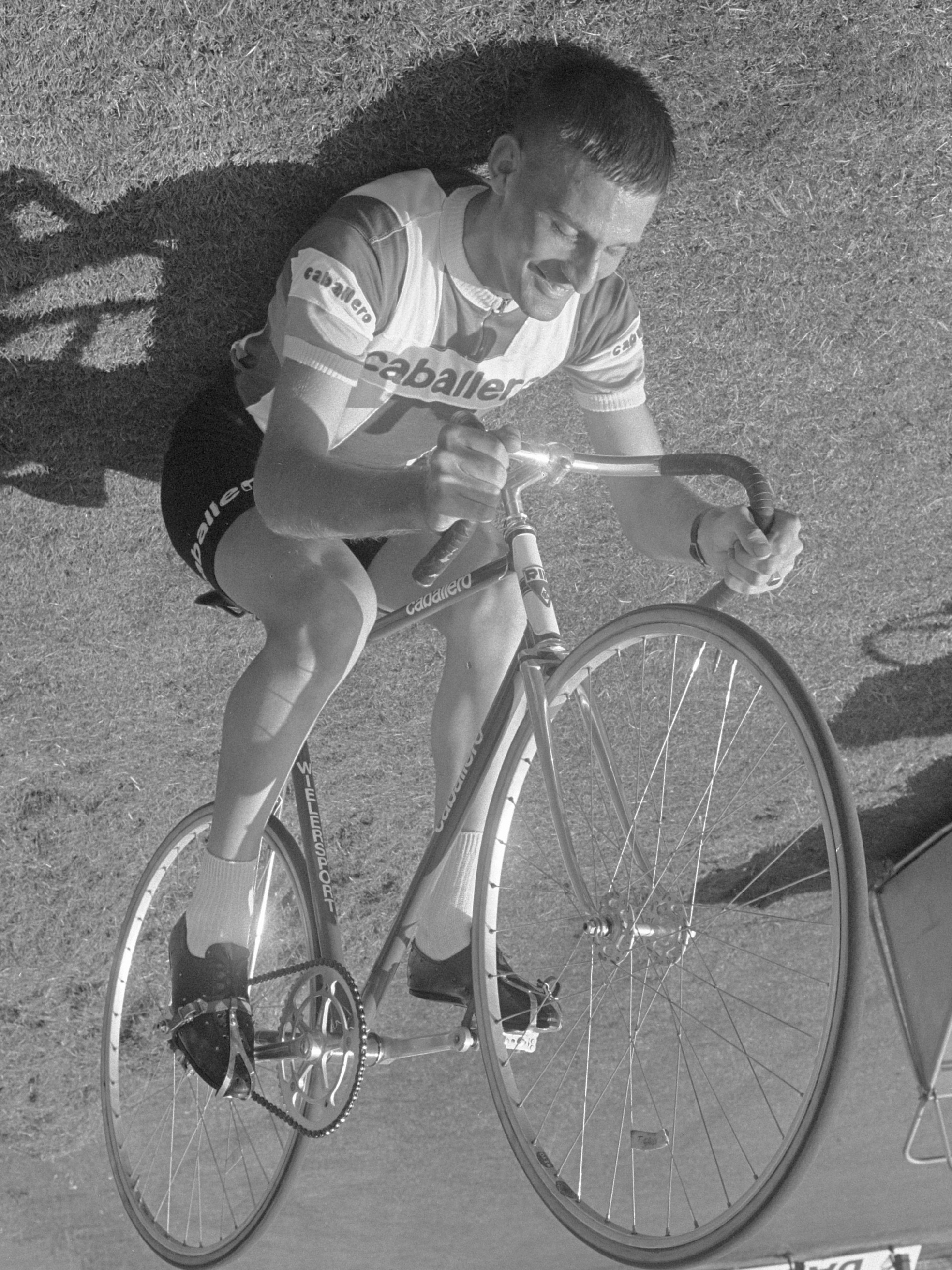
Tiemen Groen (1967)

Tiemen Groen (6 de julho de 1946 - 26 de outubro de 2021) é um ex-ciclista holandês, que conquistou quatro títulos mundiais consecutivos na perseguição por equipes de 4 km em 1964–1967; terminou na quarta posição nesta mesma prova nos Jogos Olímpicos de Tóquio 1964. Conquistou uma medalha de prata no contrarrelógio por equipes do Campeonato Mundial em Estrada de 1996. Se aposentou pouco depois de se tornar profissional em 1967.